# Antoine Walker

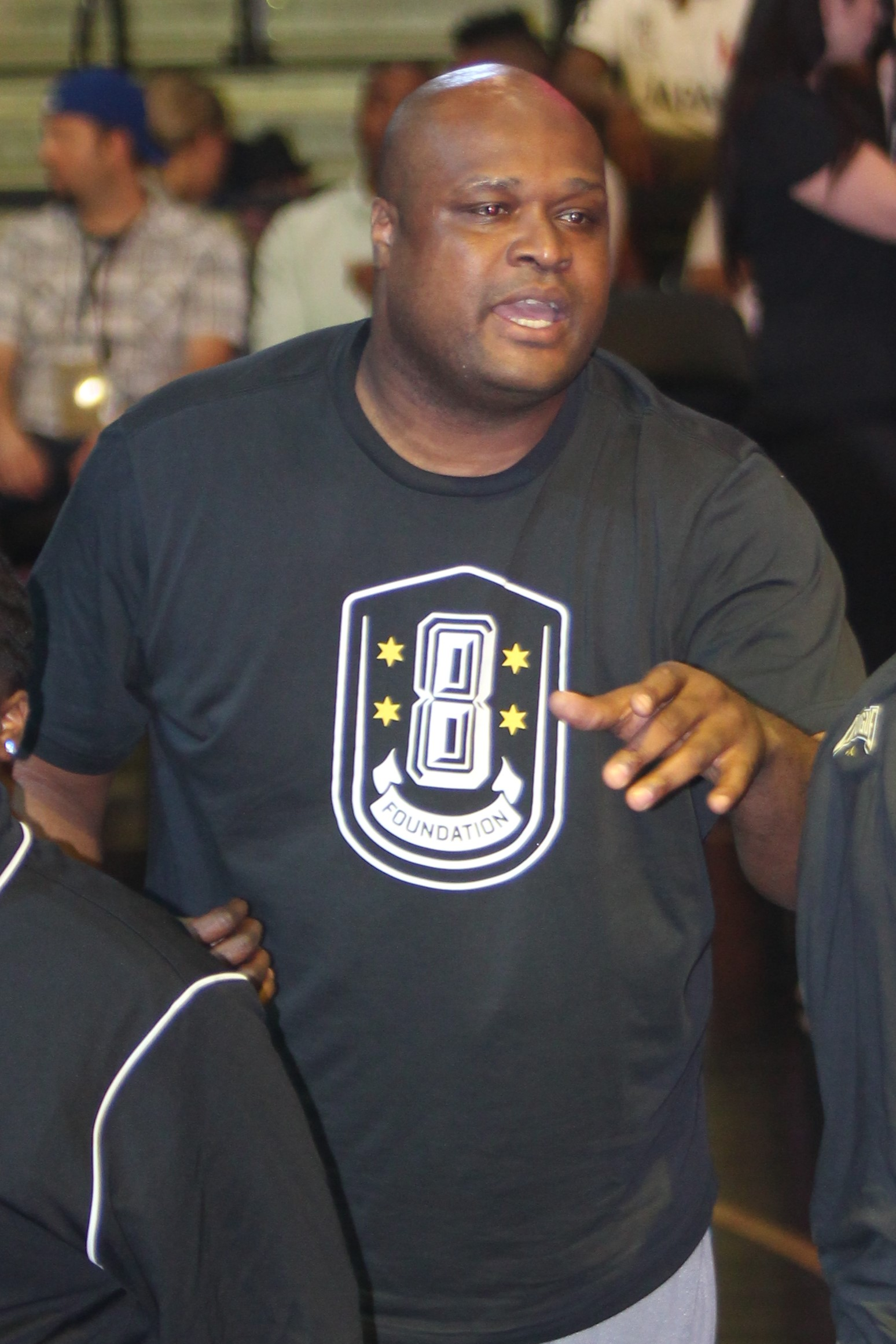
Walker em 2014.

Antoine Devon Walker (Chicago, 12 de agosto de 1976) é um ex jogador norte-americano de basquetebol profissional. Estudou na Universidade de Kentucky e foi draftado na NBA em 1996 e acabou jogando na liga profissional até 2008. Walker jogou pelo Boston Celtics, Dallas Mavericks, Atlanta Hawks, Miami Heat e Minnesota Timberwolves. Walker, que foi selecionado três vezes para o NBA All-Star, venceu um campeonato da NCAA por Kentucky e foi campeão da NBA pelo Miami Heat em 2006.
Entre 1996 e 2009, Walker ganhou cerca de US$ 108 milhões de dólares apenas em salários enquanto jogava na NBA. Mesmo assim, em 2010, ele declarou falência. Três anos depois, afirmou que já tinha pago todas as suas dívidas.

## Estatísticas

### Temporada regular
| Ano      | Equipe    | PJ  | PT  | MPP  | %TC  | %3P  | %TL  | RPP  | APP | ROB | TPP | PPP  |
| -------- | --------- | --- | --- | ---- | ---- | ---- | ---- | ---- | --- | --- | --- | ---- |
| 1996–97  | Boston    | 82  | 68  | 36.2 | .425 | .327 | .631 | 9.0  | 3.2 | 1.3 | .6  | 17.5 |
| 1997–98  | Boston    | 82  | 82  | 39.9 | .423 | .312 | .645 | 10.2 | 3.3 | 1.7 | .7  | 22.4 |
| 1998–99  | Boston    | 42  | 41  | 36.9 | .412 | .369 | .559 | 8.5  | 3.1 | 1.5 | .7  | 18.7 |
| 1999–00  | Boston    | 82  | 82  | 36.6 | .430 | .256 | .699 | 8.0  | 3.7 | 1.4 | .4  | 20.5 |
| 2000–01  | Boston    | 81  | 81  | 41.9 | .413 | .367 | .716 | 8.9  | 5.5 | 1.7 | .6  | 23.4 |
| 2001–02  | Boston    | 81  | 81  | 42.0 | .394 | .344 | .741 | 8.8  | 5.0 | 1.5 | .5  | 22.1 |
| 2002–03  | Boston    | 78  | 78  | 41.5 | .388 | .323 | .615 | 7.2  | 4.8 | 1.5 | .4  | 20.1 |
| 2003–04  | Dallas    | 82  | 82  | 34.6 | .428 | .269 | .554 | 8.3  | 4.5 | .8  | .8  | 14.0 |
| 2004–05  | Atlanta   | 53  | 53  | 40.2 | .415 | .317 | .534 | 9.4  | 3.7 | 1.2 | .6  | 20.4 |
| 2004–05  | Boston    | 24  | 24  | 34.5 | .442 | .342 | .557 | 8.3  | 3.0 | 1.0 | 1.1 | 16.3 |
| 2005–06  | Miami     | 82  | 19  | 26.8 | .435 | .358 | .628 | 5.1  | 2.0 | .6  | .4  | 12.2 |
| 2006–07  | Miami     | 78  | 15  | 23.3 | .397 | .275 | .438 | 4.3  | 1.7 | .6  | .2  | 8.5  |
| 2007–08  | Minnesota | 46  | 1   | 19.4 | .363 | .324 | .530 | 3.7  | 1.0 | .7  | .2  | 8.0  |
| Total    |           | 893 | 707 | 35.3 | .414 | .325 | .633 | 7.7  | 3.5 | 1.2 | .5  | 17.5 |
| All-Star |           | 3   | 1   | 13.3 | .350 | .300 | .500 | 2.0  | 1.3 | .7  | .0  | 6.0  |

### Playoffs
| Ano     | Equipe | PJ | PT | MPP  | %TC  | %3P  | %TL  | RPP  | APP | ROB | TPP | PPP  |
| ------- | ------ | -- | -- | ---- | ---- | ---- | ---- | ---- | --- | --- | --- | ---- |
| 2001–02 | Boston | 16 | 16 | 43.9 | .411 | .385 | .781 | 8.6  | 3.3 | 1.5 | .4  | 22.1 |
| 2002–03 | Boston | 10 | 10 | 44.0 | .415 | .356 | .500 | 8.7  | 4.3 | 1.7 | .4  | 17.3 |
| 2003–04 | Dallas | 5  | 5  | 28.0 | .361 | .100 | .571 | 10.0 | 2.4 | 1.2 | .6  | 9.8  |
| 2004–05 | Boston | 6  | 6  | 37.3 | .413 | .368 | .636 | 7.3  | 2.3 | 1.2 | 1.0 | 16.7 |
| 2005–06 | Miami  | 23 | 23 | 37.5 | .403 | .324 | .574 | 5.6  | 2.4 | 1.0 | .3  | 13.3 |
| 2006–07 | Miami  | 4  | 0  | 23.0 | .405 | .500 | .818 | 2.3  | 1.5 | .5  | .2  | 11.8 |
| Total   |        | 64 | 60 | 38.5 | .406 | .352 | .663 | 7.1  | 2.9 | 1.2 | .4  | 16.1 |